# Dejerine-Sottas-Krankheit
Die Déjerine-Sottas-Krankheit gehört zu den hereditären motorischen und sensiblen Neuropathien, einer Gruppe vererbter Krankheiten der peripheren Nerven. Sie wird häufig als  HMSN Typ III bezeichnet.
Synonyme sind: Déjerine-Sottas-Syndrom, Hypertrophe neurale Muskelatrophie Typ Déjerine-Sottas, Hypertrophe rezessiv-autosomal vererbte motorisch-sensible Neuropathie.
Charcot-Marie-Tooth-Krankheit Typ 3, Hypertrophe Neuropathie der Kindheit.
Die Erkrankung ist nach den Erstbeschreibern von 1893, den französischen Neurologen Joseph Jules Déjerine (1849–1917) und Jules Sottas (1866–1943) benannt.

## Verbreitung
Es handelt sich um eine sporadisch auftretende Erbkrankheit, sie kann autosomal-dominant und rezessiv vererbt werden.

## Ursachen
Anscheinend liegen  Mutationen verschiedener Gene zugrunde.
Berichtet wurde über Veränderungen in mehreren Genlokalisationen:
- MPZ Gen auf Chromosom 1q22, welches das Myelin protein zero enkodiert[5]
- PMP22 Gen auf Chromosom 17p11 (Peripheral myelin protein 22)[6]
- PRX Gen, welches das Periaxinprotein enkodiert[7]
- EGR2 Gen (Early growth response protein 2)[8]

## Klinische Erscheinungen
Das klinische Bild entspricht der hereditären motorisch-sensiblen Neuropathie Typ I, die Erkrankung beginnt allerdings früher und ist in der Ausprägung stärker.
Diagnostische Kriterien sind:
- Beginn in der frühen Kindheit mit verzögerter motorischer Entwicklung (Gehvermögen)
- Zunehmende Verschlechterung ab dem jungen Erwachsenenalter mit Verlust des Gehvermögens
- Weitgehend symmetrische beinbetonte Polyneuropathie mit Atrophie der Muskulatur an Unterschenkel, Fuß und Hand mit Bewegungsstörung der Hände und Finger
- Missempfindungen, Krämpfe, Beinschmerzen und Faszikulationen

Zusätzlich können Fehlbildungen wie Klumpfuß, Skoliose oder Trichterbrust vorliegen, im Verlauf sich dystrophische Störungen wie Morbus Sudeck entwickeln.

## Diagnose
Neben aufgehobenen Reflexen findet sich eine ausgeprägte Verzögerung der Nervenleitgeschwindigkeit mit erheblich verminderten sensiblen Nervenpotentialen in der Elektromyographie.
Im Liquor cerebrospinalis kann die Proteinkonzentration auf bis 2000 mg/l erhöht sein, allerdings können die verschiedenen HMSN Typen nicht aufgrund der Liqourdiagnostik unterschieden werden.
Die Extremitätennerven sind verdickt, was mitunter bereits klinisch getastet werden kann, sonst bildgebend im MRT erkennbar ist.
Histologisch liegt eine ausgeprägte Hypertrophie der Schwann-Zellen vor, verminderte Markfasern mit Zwiebenschalenformationen.

## Differentialdiagnose
Abzugrenzen sind andere Formen der Hereditären sensomotorischen Neuropathie.

## Therapie
Eine ursächliche Behandlung ist derzeit nicht bekannt.